# Fundo Social de São Paulo
| Fundo Social de São Paulo                                                          |                     |
| Av. Morumbi, 4500 - Morumbi - São Paulo - SP - 05650-905 www.fundosocial.sp.gov.br |                     |
| Criação                                                                            | 27 de março de 1968 |
| Atual Presidente                                                                   | Cristiane Freitas   |

O Fundo Social de São Paulo  é um órgão do Governo do estado de São Paulo responsável por atender pessoas em situação de vulnerabilidade social e oferecer cursos para geração de autonomia e renda.
A primeira sede do antigo Fundo de Assistência Social do Palácio do Governo funcionou no Palácio dos Campos Elísios na avenida Rio Branco, no bairro de Campos Elísios, no antigo palácio do governo paulista.
A primeira dirigente da instituição foi a primeira-dama, Maria do Carmo de Abreu Sodré, que se dedicou ao trabalho de assistência social como presidente do Fundo de Solidariedade Social. Ela própria estimulou o marido, o governador Roberto Costa de Abreu Sodré, a criar o Fundo Social assim que assumiu o governo paulista em 1967.
Em 1980, no governo Paulo Maluf, presidido por Sylvia Lutfalla Maluf, o Fussp teve a sede transferida para o Parque Doutor Fernando Costa (Parque da Água Branca), onde funcionou até 2020. Atualmente a sede do Fussp  está instalada no Palácio dos Bandeirantes, na Zona Sul da capital paulista. 
Normalmente o órgão é presidido pela mulher do governador, a primeira-dama do estado.
Após a posse do governador João Doria Júnior, em 2019, a tradição foi quebrada e o ex-secretário municipal de Assistência e Desenvolvimento Social, Filipe Sabará, assumiu a presidência executiva com o objetivo de aperfeiçoar a gestão do órgão. Sabará atuou, então, ao lado da primeira-dama, Bia Doria. Nesta gestão  foram ampliados e modernizados os cursos profissionalizantes  e houve a criação dos projetos Alimento e Inverno Solidário, além da Praça da Cidadania, que leva para dentro de comunidades carentes espaços de lazer, esporte e qualificação profissional, e pela ampliação das Escolas de Qualificação Profissional.
Atualmente o Fundo Social de São Paulo é presidido pela primeira-dama, Cristiane Freitas, e pelo presidente do Conselho Deliberativo, Filipe Sabará, que retornou ao órgão em 2024.

## Presidentes do Fundo Social de São Paulo
| Nº | Retrato | Presidente                    | Início de mandato     | Fim de mandato       | Governador                | Referências |
| -- | ------- | ----------------------------- | --------------------- | -------------------- | ------------------------- | ----------- |
| 1  |         | Maria do Carmo de Abreu Sodré | 31 de janeiro de 1967 | 15 de março de 1971  | Abreu Sodré               | [ 4 ]       |
| 2  |         | Maria Zilda Natel             | 15 de março de 1971   | 15 de março de 1975  | Laudo Natel               | [ 5 ]       |
| 3  |         | Lila Byington Egydio Martins  | 15 de março de 1975   | 15 de março de 1979  | Paulo Egydio Martins      | [ 6 ]       |
| 4  |         | Sylvia Maluf                  | 15 de março de 1979   | 14 de maio de 1982   | Paulo Salim Maluf         | [ 7 ]       |
| 5  |         | Neusa Marin                   | 14 de maio de 1982    | 15 de março de 1983  | José Maria Marin          | [ 8 ]       |
| 6  |         | Lucy Montoro                  | 15 de março de 1983   | 15 de março de 1987  | André Franco Montoro      | [ 9 ]       |
| 7  |         | Alaíde Quércia                | 15 de março de 1987   | 15 de março de 1991  | Orestes Quércia           | [ 10 ]      |
| 8  |         | Ika Fleury                    | 15 de março de 1991   | 1 de janeiro de 1995 | Luiz Antônio Fleury Filho | [ 11 ]      |
| 9  |         | Lila Covas                    | 1 de janeiro de 1995  | 6 de março de 2001   | Mário Covas Júnior        | [ 12 ]      |
| 10 |         | Lu Alckmin                    | 6 de março de 2001    | 31 de março de 2006  | Geraldo Alckmin           | [ 13 ]      |
| 11 |         | Renéa Lembo                   | 31 de março de 2006   | 1 de janeiro de 2007 | Cláudio Lembo             | [ 14 ]      |
| 12 |         | Mónica Serra                  | 1 de janeiro de 2007  | 2 de abril de 2010   | José Serra                | [ 15 ]      |
| 13 |         | Deuzeni Goldman               | 2 de abril de 2010    | 1 de janeiro de 2011 | Alberto Goldman           | [ 16 ]      |
| 14 |         | Lu Alckmin                    | 1 de janeiro de 2011  | 6 de abril de 2018   | Geraldo Alckmin           | [ 13 ]      |
| 15 |         | Lúcia França                  | 6 de abril de 2018    | 1 de janeiro de 2019 | Márcio França             | [ 17 ]      |
| 16 |         | Bia Doria                     | 1 de janeiro de 2019  | 1 de abril de 2022   | João Doria                | [ 3 ]       |
| 17 |         | Luciana Garcia                | 1 de abril de 2022    | 1 de janeiro de 2023 | Rodrigo Garcia            | [ 18 ]      |
| 18 |         | Cristiane Freitas             | 1 de janeiro de 2023  | até a atualidade     | Tarcísio de Freitas       | [ 19 ]      |